# Chester-le-Street
Chester-le-Street – miasto w Wielkiej Brytanii, w Anglii, w regionie North East England, w hrabstwie Durham. Miasto położone jest około 10 km. na północ od miasta Durham i około 15 km. na południe od Newcastle upon Tyne. W 2001 roku miasto liczyło 36 049 mieszkańców.
Historia miasta sięga czasów rzymskich kiedy wybudowany został fort o nazwie Concangis. Sama nazwa miasta (chester - castra, z łacińskiegot) nawiązuje do owego fortu i rzymskiej brukowanej drogi  (ang. street) przecinającej miasto. Współcześnie na rzymskiej drodze, nazwanej Cade's Road, w obrębie miasta znajduje się ulica Front Street. 
W miejski kościele parafialnym Najświętszej Marii Panny i św. Kutberta, przez 112 lat znajdowało się ciało anglosaskiego św. Kutberta. Ten sam kościół był również miejscem pierwszego tłumaczenia Ewangelii na język angielski. Skryba Aldred, między wierszami tekstu Ewangeliarza z Lindisfarne, naniósł staroangielską glosę. 
W pobliżu miasta znajduje się zamek Lumley, obecnie hotel.

## Współpraca
- Kamp-Lintfort, Niemcy